# 瓦尔泽亚 (阿罗卡)
瓦尔泽亚是葡萄牙阿威罗区的一个堂区。总面积1.74平方公里，总人口559人，人口密度321.3人/平方公里。